# Adventskerk (Zoetermeer)
De Adventskerk is een relatief nieuwe kerk in het oude dorp van Zoetermeer in de Nederlandse provincie Zuid-Holland. Op 10 april 1954 werd door de ledenvergadering het besluit genomen de grond te kopen. De kerk is ontworpen door architect A. van Eck Wzn. uit Voorburg. Het ontwerp sluit aan bij de Delftse School. Het werd in de periode van begin augustus tot begin december 1955 gebouwd door aannemer Bontebal uit Zoetermeer. De kerk werd op 20 december 1955 ingewijd. In 2006 is het gebouw door de gemeente Zoetermeer op de lijst van gemeentelijke monumenten geplaatst.
Het pijporgel werd in 1967 overgenomen van de afdeling Leiden. Om het te kunnen plaatsen werd eerst over de volle breedte van de kerk een galerij op stalen poten gebouwd. De houten preekstoel en het houten voetstuk van de doopvont zijn tijdens de bouw vervaardigd door "een timmerman van het oude stempel", de heer E. van Leeuwe. De kerkbanken en de avondmaalstafel zijn overgenomen van de voormalige remonstrants-gereformeerde kerk in Arnhem. Het glas-in-loodraam boven de preekstoel is van Carel Bruens uit 2004 en stelt de duif als symbool van de Heilige Geest voor. Naast de voordeur hangt een bord met de tekst "Ora-et-Spera. Deze kerk werd gebouwd door de Vereniging van Vrijzinnig Hervormden, december 1955". 
De kerk is in gebruik bij de Vrijzinnig Christelijke Geloofsgemeenschap te Zoetermeer, die ontstaan is door het samengaan van drie kerkgenootschappen: de Vereniging van Vrijzinnig Hervormden, de Remonstrantse Broederschap en de Doopsgezinde Broederschap. 